# Yehoshua Sobol
Yehoshua Sobol (în ebraică יהושע סובול; n. 24 august 1939, Tel Mond⁠(d), Palestina sub mandat britanic) este un dramaturg si scriitor israelian

## Biografie

### Copilăria și tinerețea
Yehoshua Sobol s-a născut în anul 1939 în moșavul Tel Mond în regiunea Sharon din Palestina, pe atunci sub regimul mandatului britanic. Tatăl său era un agronom evreu imigrat din Rusia Sovietică care a suferit în cursul vieții mai multe crize sufletești, iar mama sa, de asemenea evreică, a emigrat în Palestina din Polonia. El a crescut, inițial, în casa bunicii sale, o ex-adeptă a Bundului (partid care promova în estul Europei o autonomie națională evreiască locală, bazată pe limba și cultura idiș), devenită sionistă.
În tinerețe a aderat la mișcarea de tineret sionistă marxistă Hashomer Hatzair . În anii 1957-1965 a trăit în kibuțul Shamir.
În anii 1961-1962 Sobol a studiat literatura și istoria la Seminarul Oranim in Israel, iar în anii 1965-1969 filozofia la Sorbona în capitala Franței. De asemenea a studiat analiza conceptuală la Scoala Națională de Informatică din Paris. În timpul șederii la Paris a scris despre zvonurile difuzate acolo împotriva comercianților evrei, sub semnul calomniei medievale a omorului ritual. Ca efect al însemnărilor sale, a fost angajat ca trimis la Paris al gazetei socialiste israeliene „Al Hamishmar”. Întors în Israel a lucrat o vreme ca reporter al aceluiaș ziar și ca profesor în învățământ.

### Activitatea publicistică și literară
Reportajele din anii 1970 din cartierele sărace israeliene i-au servit mai târziu ca material pentru piesa sa „Kriza”.
În mijlocul anilor 1960 Sobol a publicat povestiri în revista literară Keshet și a trimis câteva piese de teatru la mai multe instituții teatrale, dar nu a primit vreun răspuns.
Ca dramaturg a debutat în anul 1971 cu piesa „Zilele următoare“ despre senescență, care a fost reprezentată la Teatrul municipal din Haifa. Între anii 1984-1988 a fost directorul artistic al acestui teatru alături de Gedalya Besser.
În 1988 piesa politică „Sindromul Ierusalim” a ridicat contra sa numeroase proteste si atunci a demisionat de la conducerea teatrului. De atunci s-a dedicat numai scrisului. A trăit apoi mulți ani la Londra și la Paris.
În anul 2001 a publicat primul său roman, „Tăcere”, apoi in 2005 un al doilea roman „Whisky’s Fine“.
Sobol a scris și textul mai multor cântece pentru piesele sale de teatru, între care binecunoscute sunt în Israel ”Yeladim ze simhá” (Copiii sunt bucurie) și ”Etzlenu vakfar Todra” („La noi în satul Todra” - inspirate din viața evreilor marocani ) din piesa Kriza, și interpretate de formația folk „Brera tivit” a lui Shlomo Bar, cântecul ”Hashir al haaretz” („Cântecul despre țară”) interpretat de solista Nurit Galron, care deplânge pierderea de valori sociale (Unde e acea țară căreia i se zicea mărunțică, ... unde e acea viață cu bucuria simplității?), de asemenea „Vehahaim” (Și viața), pus pe note de Eran Tzur (2006).
În anul 2006 Sobol a jucat prima dată ca actor, într-o piesa de Cehov.
În anul 2005 a publicat cartea „Whisky ze beseder” (Whisky e in regulă), 
În acel an s-a reprezentat monologul „Eyneni Dreyfus” - „Nu sunt Dreyfus” in interpretarea actorului Alex Ansky.

### Activitatea politică
Sobol a scris articole în presa în care s-a referit la subiecte sociale si si-a exprimat impotrivirea față de lunga durată a prezentei militare israeliene în teritoriile palestiniene cucerite în Războiul de șase zile din iunie 1967.
În anul 2006 a scris „"Kan veakhshav - Amir Peretz vehamatzav haisraelí” (Aici și acum - Amir Peretz si starea de lucruri din Israel) în care a analizat situația socială problematică din Israel prin intermediul biografiilor unor proletari israelieni și cea a lui Amir Peretz, lider sindical și politic, în care vedea marea speranță a stângii israeliene. În anul 2008 Sobol a făcut parte din conducerea ideologică a micului partid de intelectuali anticlericali „Or ”(Lumină) care nu a izbutit să atragă decât sute de voturi.
Ulterior a trecut la partidul liberal de stânga „Meretz”, fiind înscris pe un loc simbolic pe lista acestuia pentru Parlament. Face parte și din consiliul public al asociației „Yesh Din” (Există dreptate)
În anul 2010 Sobol s-a numărat printre oamenii de teatru care au anunță în public că boicotează orașul Ariel construit pe teritoriile ocupate în 1967 și în alte așezări înființate de settlers evrei pe aceste teritorii.

### Viața personală
Sobol locuiește la Tel Aviv și este căsătorit cu scenografa și creatoarea de costume Edna Sobol, cu care are doi copii. Fiul său ,Yali Sobol, este cântăreț rock, iar fiica, Neta a fost actriță, iar in prezent este conferențiară de filozofie.

## Creația teatrală
Prima sa piesă a fost în 1971 „Hayamim Habaim” (Zilele viitoare) prezentată la Teatrul municipal din Haifa.ULterior a fost dramaturgul casei si adjunctul directorului artistic al acestui teatru. În 1984 Sobol a fost numit director artistic al Teatrului municipal Haifa și a încetat publicarea de articole publicistice. Piesa sa „Ghetto” din 1983 s-a bucurat de un succes internațional, fiind tradusă în douăzeci de limbi și pusă în scenă în 24 țări. Ea i-a adus autorului numeroase critici laudative și premii.
Dupa protestele publice trezite de piesa Sindromul Ierusalim, Sobol a demisionat în 1988 de la conducerea teatrului din Haifa și s-a dedicat mai ales scrisului. 
Piesele sale se ocupă în principal de trei domenii:
a/ critica socială: de pildă- în piesa „Kriza ”(Criza) din 1976 s-a preocupat de discriminarea israelienilor originari din Orient și a păturii sărace , ceea ce se numea „al Doilea Israel”; piesa „Sindrom Yerushalaim” („Sindromul Ierusalim") (1987) exprima critica fundamentalismului religios, făcând analogia dintre prezentul israelian și zilele sfârșitului celui de al Doilea Templu din Ierusalim, „Gibor maamad hapoalim” (Eroul clasei muncitoare) (2006) - bazata pe un fapt real - greva șoferilor de autobus din Beer Sheva după privatizarea companiei în care lucrau. 
b/ subiecte din istoria evreilor:o trilogie dedicată perioadei Holocaustului (Shoá) piesa „Ghetto ” (1983) centrată pe trupa de teatru care a activat în ghetoul Wilno (Vilnius) și dilemele morale cumplite ale luptătorilor evrei și conducătorilor Judenratului din ghetou, apoi piesele „Adam” și „Bamartef ”(În pivniță); piesa „Leil Haesrim” (A douăzecea noapte) și „Kfar ”(Sat) despre începuturile reașezării evreiești în Palestina.
c/ subiecte amintind de probleme ale actualității - „Ed r'yiá ”(Martor vizual) (2003) despre refuzul de a executa ordinele în armată, prin prizma povestirii vieții lui Franz Jägerstädter, un tânăr austriac care a refuzat să slujească în Wehrmacht; „Zman emet” (2005) , care se ocupa de ilegalitatea unor ordine date în cursul serviciului militar, „Hahaim haksumim” (2007) prezentat la Viena, si care povesteste despre un grup de oameni de știință care s-au reunit pentru a experimenta pe înșiși un aparat dubios destinat sa prelungească viața prin inginerie genetică.

## Piese de teatru
| - „Hayamim bayim", „Zilele următoare” Teatrul municipal Haifa , 1971 - „Status quo vadis", Teatrul municipal Haifa , 1973 - „Silvester 1972" - „Revelion 1972” - Teatrul municipal Haifa , 1974 - „Joker", Teatrul municipal Haifa , 1975 - „Leil Haesrim” - „A douăzecea noapte”, Teatrul municipal Haifa, 1976, în regia lui Nola Chelton; la [Teatrul Habima, Tel Aviv, în septembrie 1990, în regia lui Ofira Honig , decorul Eli Sinai, muzica Raviv Gazit, - „Kriza" - „Criza de nervi" ), Teatrul muncipal Haifa, 1976 - „Hazará bitshuvá",- Pocăire Teatrul Tzavta, Tel Aviv, 1977 - „Gog Magog Show", Teatrul municipal Haifa, 1977 - „Dayarim", Locatari Teatrul municipal Haifa, 1978 - „Habayta, habayta” Hai acasă, hai acasă, în regia lui Omri Nitzan ,muzica Poldi Shatzman , decor Eli Sinai - 163 reprezentații, Teatrul Habima, Tel Aviv, 1978. . - Leil haklulot - Noaptea nunții din Trilogia Yemey Kaplan - Zilele lui Kaplan 1978, Teatrul Habima, în regia lui Omri Nitzan , decor Eli Sinai, , 76 reprezentații - Vayhi Hor, 1979 Să fie gaură - scris cu Hillel Mittelpunkt, Teatrul Tzavta, Tel Aviv - Striptiz aharon - Ultimul striptease, 1980 (scris cu Hillel Mittelpunkt) Teatrul Tzavta, Tel Aviv 1980 - Ahron hapoalim - Ultimul dintre muncitori , Teatrul Beit Lessin, Tel Aviv, 1980 - Milhamot Hayehudim - Războaiele evreilor", Teatrul Khan, Ierusalim, 1981 - "Nefesh yehudí - Suflet de evreu", Teatrul municipal Haifa , 1982 cu Doron Tavori în rolul lui Otto Weininger - Amud haétz - Coloana de lemn - Teatrul Tzavta T , 1983 (scris cu Hillel Mittelpunkt ) - "Ghetto", Teatrul municipal Haifa 1984 - "Pasodoble, Teatrul Tzavta, 1984 - "Hapalestinaít - Palestinianca", Teatrul Tzavta, 1985, Sala Tehnionului din Haifa 1998 producția din urmă a fost prezentată apoi la Festivalul de teatru din Köln 1998 - pe scena multor teatre în numeroase țări europene, Japonia și S.U.A. - majoritatea spectacolelor în regia autorului - "Sfirá leahór" - Numărătoare inversă Teatrul Tzavta, 1986 - "Meleh Israel", Regele Israelului -Teatrul muncipal Haifa, 1986 - "Sindrom Yerushalaiym", - Sindromul Ierusalim Teatrul municipal Haifa 1987 - Adam Teatrul Habima , iulie 1989 . regia Gedalya Besser, decorul Adrian Wachs - "Bamartef", În pivniță- Yale Rep Theatre , New Haven (S.U.A.), 1991 - Solo, Teatrul Habima, , octombrie 1991. regia Edna Sobol, decorul Adrian Wachs - "Alef Bei- A&B", la Dortmund, Germania, 1991 - "Aiyn baayin ", Mannheim, Germania, 1994 - "Tony ", Teatrul Khan, Ierusalim, 1994 - "Ahavá begrush - Dragoste de un crițar , 1994 Teatrul Idișpil din Tel Aviv - "Shneider veShuster ", Schneider și Schuster Basel,Elveția 1994 - "Moshel Polin' - Guvernatorul Poloniei'", Viena, Austria , 1995 - "Hatum bedam - Semnat cu sânge", Viena (Austria), 1996 - "Kfar - Sat", Teatrul Gesher, Tel Aviv - Jaffa, 1996 - "Alma"– A Show Biz ans Ende,Wiener Festwochen im Sanatorium Purkersdorf, 1996 Viena, Austria, - "Letzaltzel paamayim ", Sunați de două ori Oslo, Norvegia, 1996 - "Dvash - - Miere", Teatrul municipal Haifa 1977 - " Ma ni ma mama, Teatrul Tzavta, 1977 - Zarim - Străini, 1999. Habima, regia Nola Chelton , decor Edna Sobol, muzica Shlomo Idov , mai 1999 - Gebirtig - la Teatrul Idișpil, Tel Aviv, 2000, - "Neshef Masekhot - Bal mascat", הTeatrul municipal Haifa, 2001 - "Ed reiiyá Martor ocular", הוצג בתיאטרון הקאמרי, 2003 - "Kol nidrey" ed Oram 2005 - "Zman emet - Timp real, 2005 - "Gibor maamad hapoalim - Erou al clasei muncitoare, 2006 Teatrul Kameri, Tel Aviv în Olanda și la Teatrul Școlii de teatru al Universității Haifa - regia lui Ishay Karni Eckhaus , 2006 - "Sh'ató haaharoná shel kol", Teatrul Tmuná, Tel Aviv, 2008 - "Darfur babait -Darfur e acasă ", teatrul studențesc al Universității Tel Aviv, 2009 - "Kolot balaila" Voci în noapte, Teatrul Kameri, Tel Aviv, 2009 - "Baal lemofét - Un soț exemplar", Teatrul Kameri, 2011 - "Hottim", Păcătoși Teatrul Kameri, Tel Aviv, 2011 - "Kohavim toyim " Stele rătăcitoare (după Shalom Alehem, Teatrul „Idișpil” în limba idiș, Tel Aviv, 2016 |

## Premii și onoruri
- 1976 - Premiul Kinor David („Lira lui David”) pentru cea mai bună piesă a anului - A douăzecea noapte
- 1976 - Premiul David Pinsky pentru piesa A Douăzecea noapte
- 1982 -Premiul Kinor David (Lira lui David) - pentru cea mai buna piesă a anului -„Suflet de evreu”
- 1983 - Premiul Meskin pentru piesa „Suflet de evreu”
- 1984 -Premiul Kinor David (Lira lui David) - pentru cea mai buna piesă a anului -„Ghetto”
- 1985 - Premiul criticilor de teatru germani pentru cel mai bun spectacol cu o piesă straină - Teatrului Heute
- 1989 - Premiul Issam Sartawi pentru piesa „Palestinianca”
- 1989 - Premiul ziarului „Evening Standard” din Londra pentru cea mai buna piesa a anului - Ghetto
- 1989 - Premiul Cercului Criticilor de teatru britanici - pentru cea mai buna piesă - Ghetto
- 1995 - Premiul de arta Mainichi din Japonia - pentru cea mai buna piesa a anului - Ghetto
- 1996 - Marele Premiu al ziarului Yumiuri Shimbun din Tokyo pentru cea mai bună piesă a anului - Ghetto
- 1996 - Premiul Yoshiko Yuasa pentru cea mai bună piesă a anului în Japonia - Ghetto
- 2001 - nominalizat pentru Premiul literar Sapir din Israel - romanul „Tăcere”
- 2008 - Doctor honoris causa al Institutului Weizman din Rehovot
- 2010 - Premiul Academiei israeliene de teatru pentru întreaga sa activitate